# Equus hemionus hemippus
El asno salvaje sirio o hemipo (Equus hemionus hemippus) es una subespecie extinta de asno salvaje euroasiático. Parece ser que fue domesticado en la Edad Antigua en Mesopotamia por los sumerios antes de que conocieran el caballo. Su distribución original comprendía desde Palestina hasta Irak.

## Descripción

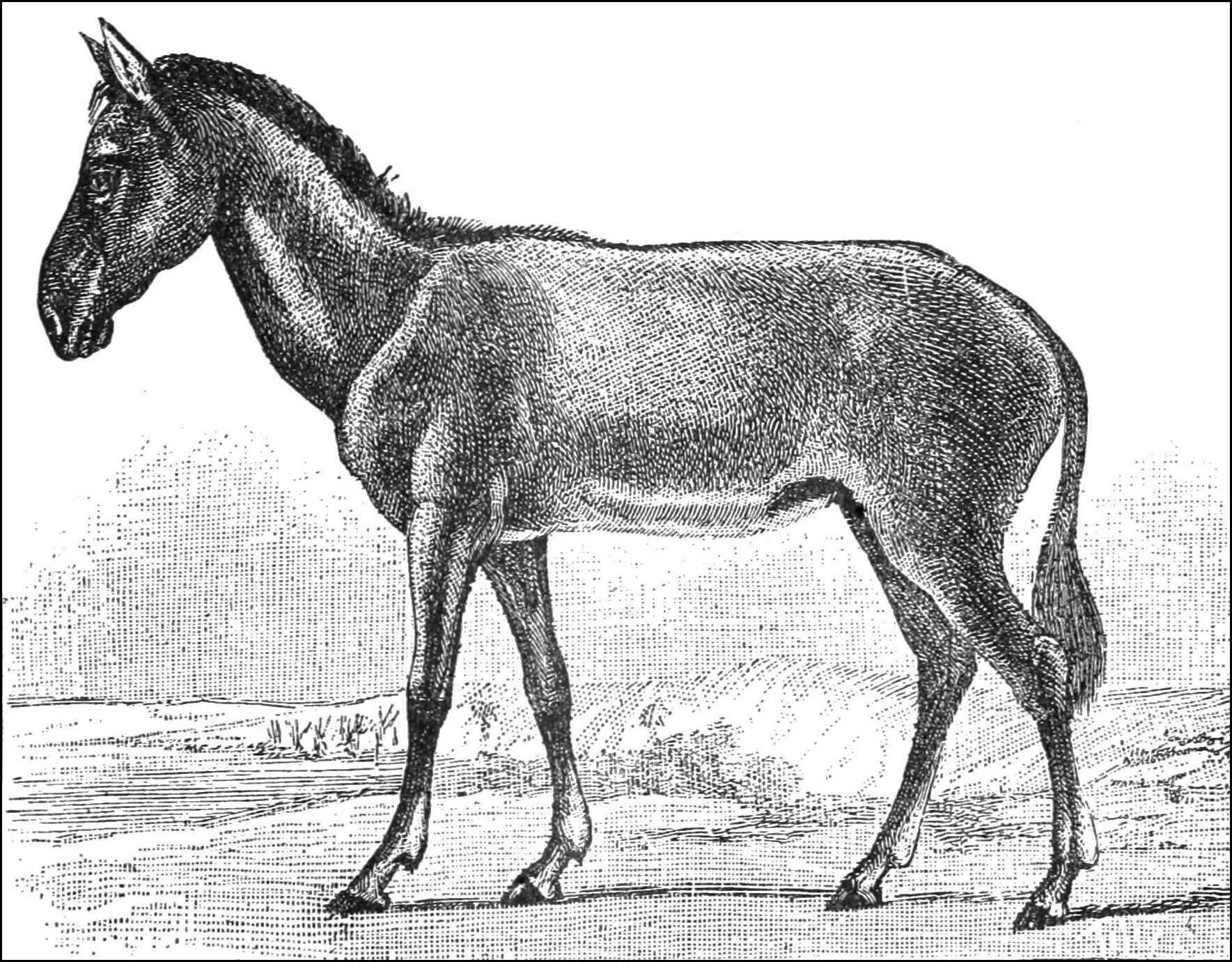
Ilustración de 1890.

Pese a estar extinto, es conocido por descripciones de cazadores y viajeros, así como por algunas pieles y esqueletos de colecciones de museo y por el registro arqueológico.
En varios relatos y tradición oral, aparece esta especie, como la que llevó a María embarazada del Niño Jesús a Belén. También y posteriormente sería uno de estos equinos el que entraría a cuestas a Jesús para su muerte. Está representado en el pesebre, frente a María. En algunas regiones de España se dice que era una borriquilla, es decir un ejemplar hembra.[cita requerida]
Era el équido de complexión más ligera y de menor tamaño, alcanzando hasta un metro de altura en la cruz. Como todas las subespecies de asno salvaje asiático, tenía las orejas más cortas que las de los asnos africanos (Equus asinus) y más largas que las de los caballos (Equus ferus). Asimismo difiere de los caballos en que, como el asno africano, tenía la cola desnuda en la base. Su coloración era rojiza oliva en verano, cambiando en invierno a un amarillo pálido.

## Relación con los humanos

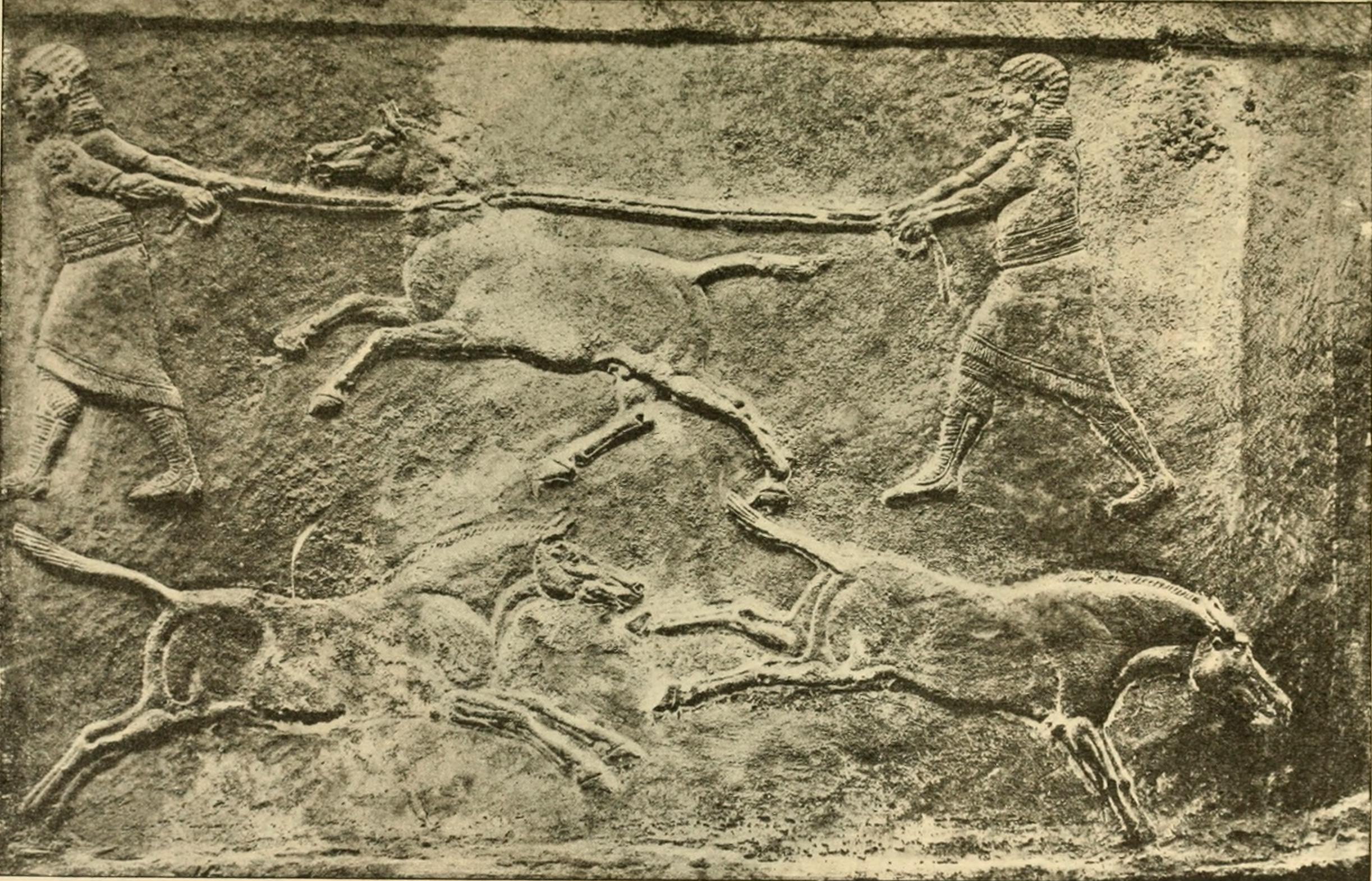
Asirios capturando un asno salvaje, siglo VII a. C.

Los huesos de un asno salvaje sirio han sido identificados en un yacimiento arqueológico de 11000 años de antigüedad en Göbekli Tepe, Turquía. La escritura cuneiforme del III milenio a. C. informa de la caza de un 'équido del desierto' (anše-edin-na), valorado por su carne y piel, que puede haber sido E. h. hemippus. Aunque los asnos salvajes sirios no fueron domesticados, un importante centro de cría en Tell Brak produjo un híbrido de asno salvaje y burro, llamado kunga, que era un animal de tiro de alto valor económico y simbólico para la élite de Siria y Mesopotamia. Aparecen en inscripciones cuneiformes y sus huesos se encuentran en enterramientos del III milenio a. C. El tamaño de estos híbridos, más grandes que los ejemplares modernos de ambas especies parentales, ha llevado a especular que los asnos salvajes sirios utilizados históricamente en la crianza de los kungas eran de mayor tamaño que los individuos observados en las poblaciones remanentes de los siglos XVIII y XIX.
El arte asirio del siglo VII a. C. encontrado en Nínive incluye una escena de cazadores que capturan asnos salvajes sirios con lazos.

## Distribución y hábitat
Estaba distribuido desde el sur de Siria hasta la península arábiga, encontrándose en Irak, Jordania y Palestina. Era un animal común en tiempos históricos en el desierto de Siria, donde habitaba principalmente en llanuras aluviales.

## Extinción

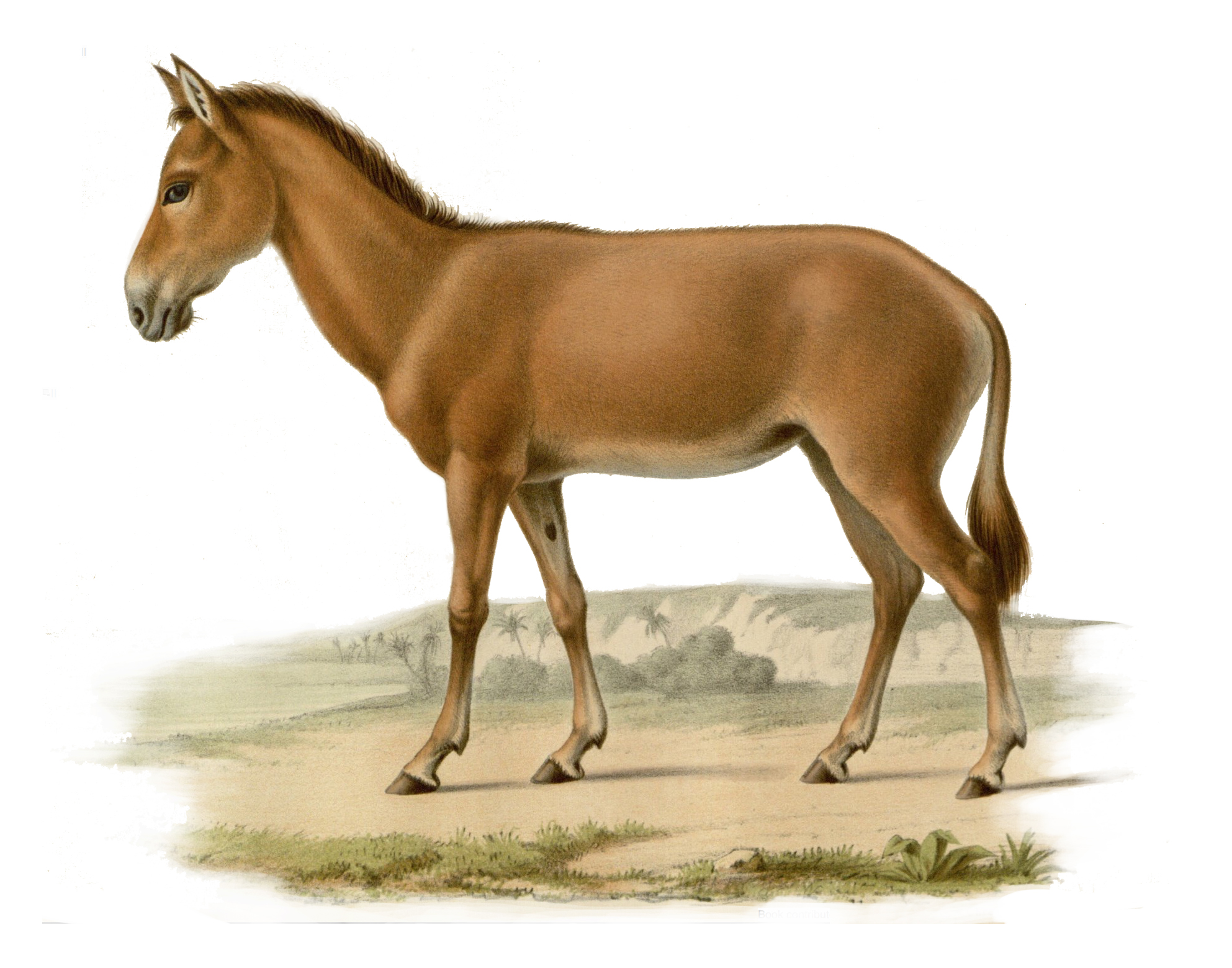
Ilustración de 1869

Los viajeros europeos en el Medio Oriente durante los siglos XV y XVI informaron haber visto grandes manadas. Sin embargo, su número comenzó a caer precipitadamente durante los siglos XVIII y XIX debido a la caza excesiva, y su existencia se vio aún más amenazada por la agitación regional de la Primera Guerra Mundial. El último espécimen salvaje conocido recibió un disparo mortal en 1927 en al Ghams cerca del Oasis de Azraq en Jordania, y el último espécimen cautivo murió el mismo año en el Tiergarten Schönbrunn, en Viena.